# Can de Chira
Chó Can de Chira thuộc một giống chó bản địa của High Aragon, Aragon, Tây Ban Nha, còn được gọi là perro pastor altoaragonés là một giống chó gần như đã tuyệt chủng và hiện đang được tích cực phục hồi.

## Tính cách
Chó Can de Chira có tính cách tốt, trung thành và phục tùng chủ nhân của chúng. Chúng có khả năng làm việc tốt, vâng lời, xử lý kỷ luật và tỏ ra rất quan tâm đến gia súc từ vài tuần sau khi sinh. Ngày nay, chúng được đánh giá cao về công việc với đàn gia súc và cừu. Nông dân ở Huescan Pyrenees nhận ra và nhớ chúng như một giống chó chăn cừu phổ biến cách đây vài thập kỷ, nhưng ngày nay rất khan hiếm. Với trí thông minh và lòng trung thành, giống chó này cũng được nuôi với vai trò là một con vật cưng.

## Hiện trạng
Chó Can de Chira hiện đang trải qua một trình cảnh rất nghiêm trọng, do độ tuổi của các cá thể chất lượng cao nhất và ở sự phân tán của nó, làm cản trở sự trưởng thành tự nhiên. Hiện nay con người đang nỗ lực làm cho giống chó này phục hồi, tính đến cuối năm 2011 nó đã có khoảng 50 cá thể, cải thiện hơn khi bắt đầu chương trình phục hồi giống với chỉ với vỏn vẹn 6 cá thể.
Đối với sự phục hồi của giống được sử dụng nhiều cách khác nhau, một mặt kiểm soát các cá thể chó Can de Chira và kích thích chúng tạo ra chó con theo lịch trình sắp sẵn, mặt khác đang định vị các cá thể chó mới nhờ sự cộng tác và cuối cùng là các mạng xã hội đang đóng một vai trò quan trọng để truyền tin, tìm và điều phối các cá thể còn sót lại của giống của Can de Chira.